# Разметелевское сельское поселение
Размете́левское се́льское поселе́ние — бывшее (до 2013 года) муниципальное образование в составе Всеволожского района Ленинградской области. Административным центром являлась деревня Разметелево.

## Географические данные
- Общая площадь: 20 685 га
- Местоположение: южная часть Всеволожского района.
  - Граничило:
    - на севере с Колтушским сельским поселением и МО «Город Всеволожск».
    - на востоке со Щегловским сельским поселением и Морозовским городским поселением.
    - на юге с Дубровским городским поселением.
    - на западе со Свердловским городским поселением и Заневским сельским поселением.
- По территории поселения проходит железная дорога Заневский Пост — Горы.
- По территории поселения проходят автомобильные дороги:«Кола» М18 (E 105) и автодорога Н91 Токсово — посёлок имени Свердлова.
- Расстояние от бывшего административного центра поселения до районного центра — 13 км[3].

### Геологические особенности
Располагалось в южной части Колтушской возвышенности, сложенной мелко и среднезернистыми песками, окружённой частично мелиорированными болотистыми подножиями.

## История
В 1974 году центр Новопустошского сельсовета был переведен в деревню Разметелево, причем с сохранением своего прежнего наименования. И лишь в ноябре 1980 года сельский совет был переименован в Разметелевский.
18 января 1994 года постановлениями главы администрации Ленинградской области № 10 «Об изменениях административно-территориального устройства районов Ленинградской области» Разметелевский сельсовет, также как и все другие сельсоветы области, преобразован в Разметелевскую волость.
С 1 января 2006 года в соответствии с областным законом Ленинградской области № 17-оз от 10 марта 2004 года «Об установлении границ и наделении соответствующим статусом муниципальных образований Всеволожский район и Выборгский район и муниципальных образований в их составе» было образовано Разметелевское сельское поселение, в состав которого вошла территория бывшей Разметелевской волости.
6 июня 2013 года депутаты Законодательного Собрания Ленобласти приняли закон «Об объединении Колтушского сельского поселения и Разметелевского сельского поселения во Всеволожском муниципальном районе Ленинградской области».

## Экономика
Основу составляла сельскохозяйственная продукция ОАО «Совхоз Всеволожский». Проект создания промышленной зоны в Разметелеве, в стадии реализации. Ведётся коттеджное строительство (ДНП «Высота», «Дружное», ДНП «Долина Солнца», «Ёксолово-Манушкино», «Изумrood», «Коркинское», «Лазурный», ДНП «Луговое», «Мягловские усадьбы», «Озерное», «Озерки Хапо-Ое», «Рыжики», «Петровские сады», «ПриЛЕСный», «Родные просторы», «Царёва дача», Экоклуб «Хапо-ое»).

## Населённые пункты
На территории поселения находились 9 населённых пунктов — 2 посёлка, 10 деревень и 1 местечко (население на 2010 г.):
- Разметелево, деревня — 3082 чел.;
- Вирки, деревня — 201 чел.;
- Ёксолово, деревня — 92 чел.;
- Карьер-Мяглово, местечко — 253 чел.;
- Манушкино, деревня — 47 чел.;
- Манушкино, посёлок при станции — 12 чел.;
- Мяглово, деревня — 386 чел.;
- Новая Пустошь, деревня — 167 чел.;
- Озерки, деревня — 199 чел.;
- Рыжики, деревня — 9 чел.;
- Тавры, деревня — 103 чел.;
- Хапо-Ое, деревня — 1080 чел.;
- Шестнадцатый Километр, посёлок при станции — 0 чел.